# Hogna volxemi
Hogna volxemi este o specie de păianjeni din genul Hogna, familia Lycosidae. A fost descrisă pentru prima dată de Bertkau, 1880. Conform Catalogue of Life specia Hogna volxemi nu are subspecii cunoscute.